# Dietrich Harth
Dietrich Harth (* 28. Dezember 1934 in Wiesbaden) ist ein deutscher Hochschullehrer, Literatur- und Kulturwissenschaftler.

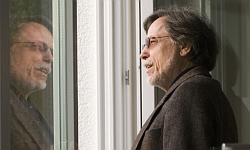
Dietrich Harth

## Leben
Er wurde 1934 in Wiesbaden als erster Sohn des Frankfurter Kaufmanns Friedrich Harth und seiner Frau Käte, geb. Zeletzki geboren und wuchs mit einer Zwillingsschwester sowie drei weiteren Schwestern und seinem Bruder, dem Jazzmusiker Alfred Harth, in Frankfurt am Main auf. Nach Schulabbruch begann er eine Ausbildung zum Großhandelskaufmann und arbeitete im Anschluss an die Gesellenprüfung mehrere Jahre für verschiedene in- und ausländische Unternehmen.

## Studium und Lehre
Nach Bestehen des externen Abiturs, auf das er sich nebenberuflich in einer privaten Abendschule vorbereitet hatte, schrieb er sich 1957 an der Johann Wolfgang Goethe-Universität Frankfurt am Main und später an der Eberhard Karls Universität Tübingen für ein Studium der Germanistik und der klassischen Philologie ein. Nebenbei arbeitete er in seinem alten Beruf und unterbrach wegen Broterwerbs für drei Semester das Studium. Ein Stipendium der Studienstiftung des Deutschen Volkes ermöglichte ihm die Rückkehr an die Universität, wo er sich von der klassischen Philologie ab- und den Fächern Erziehungswissenschaft und Soziologie zuwandte. Gemeinsam mit seiner damaligen Frau, der Romanistin Helene Harth (geb. Jakobi), fand er Zugang zu einem von der DFG geförderten Editionsprojekt der Briefe des italienischen Humanisten Poggio Bracciolini. 1967 wurde er an der Universität Frankfurt am Main mit einer Studie über Erasmus von Rotterdam promoviert. Ab 1968 war er wissenschaftlicher Assistent am Lehrstuhl von Ulrich Fülleborn an der Friedrich-Alexander-Universität Erlangen-Nürnberg. Im Jahr 1973 erhielt er dort die Venia Legendi für Neuere deutsche Literaturwissenschaft. Von 1973/1974 bis Frühjahr 2000 wirkte er als Professor für Neuere deutsche und Allgemeine Literaturwissenschaft an der Ruprecht-Karls-Universität in Heidelberg. Vorlesungen und Workshops führten ihn gelegentlich ins europäische Ausland und nach China.

## Forschung
In die von ihm angelegten Sammelbände integrierte er propädeutische und philogische Erkenntnisse und ergänzte sie durch verwandte Lehrangebote. Seine Beiträge zum Funkkolleg Literatur thematisierten soziologische und pädagogische Fragen. Harth war in den 1990er Jahren Theaterbeauftragter der Universität, integrierte Theatertheorie und Aufführungspraxis in den Unterricht und erprobte in der Lehre komparatistische Zugänge zu literarischen Texten. In Heidelberg war er anfangs in ein narratologisches Forschungsprojekt zur Formgeschichte historiografischen Erzählens in Kooperation mit den Geschichtswissenschaften eingebunden. Interdisziplinäre Interessen ermunterten zu kulturanthropologischen Exkursen und wurden zur Grundlage für die sehr produktive Zusammenarbeit mit Jan Assmann und Aleida Assmann. Einen weiteren Schritt in Richtung des Transdisziplinären bedeutete schließlich der jahrelange Einsatz für den Sonderforschungsbereich Ritualdynamik'. Seit 2016 beschäftigt er sich mit Leben und Werk des kolonialismuskritischen philippinischen Intellektuellen José Rizal.
Er ist verheiratet mit Gudrun Sidrassi-Harth, die 2015 wegen ihres langjährigen, vorbildlichen Engagements in der Flüchtlingshilfe mit dem Bundesverdienstkreuz ausgezeichnet wurde.

## Auszeichnungen
- 1993 Landeslehrpreis Baden-Württemberg
- 2023 Verleihung der Ferdinand-Blumentritt-Medaille für hervorragende Leistungen und persönliches Engagement im Bereich der Philippinen- und Südostasienforschung[5]

## Schriften

### Buchpublikationen
- Philologie und praktische Philosophie. Untersuchungen zum Sprach- und Traditionsverständnis des Erasmus von Rotterdam (Humanistische Bibliothek 11), München 1970. IDN: 456915400
- Hrsg.: Propädeutik der Literaturwissenschaft, München 1973. ISBN 3-7705-0933-1
- Hrsg.: Walter Benjamin – Zeitgenosse der Moderne, Kronberg/Ts. 1976. ISBN 3-589-20540-7
- Mithrsg.: Erkenntnis der Literatur. Theorien, Konzepte, Methoden der Literaturwissenschaft, Stuttgart 1982. ISBN 3-476-00525-9, ISBN 3-476-00663-8
- Mithrsg.: Pazifismus zwischen den Weltkriegen. Deutsche Schriftsteller und Künstler gegen Krieg und Militarismus 1918–1933, Heidelberg 1985. ISBN 3-920431-42-1
- Mithrsg.: Auch eine Geschichte der Universität Heidelberg, Mannheim 1985.
- Mithrsg.: Denis Diderot oder die Ambivalenz der Aufklärung, Würzburg 1987. ISBN 3-88479-277-6
- Hrsg.: Karl Jaspers – Denken zwischen Wissenschaft, Politik und Philosophie, Stuttgart 1989. ISBN 3-476-00666-2
- Mithrsg.: Kultur und Konflikt, Frankfurt/M. 1990.
- Mithrsg.: Mnemosyne. Formen und Funktionen der kulturellen Erinnerung, Frankfurt/M. 1991.
- Mithrsg.: Kultur als Lebenswelt und Monument, Frankfurt/M. 1991.
- Die Erfindung des Gedächtnisses, Frankfurt/M. 1991. ISBN 3-8051-0509-6
- Mithrsg.: Revolution und Mythos, Frankfurt/M. 1992. ISBN 3-596-10964-7
- Gotthold Ephraim Lessing oder die Paradoxien der Selbsterkenntnis, München 1993. ISBN 3-406-35057-7
- Hrsg.: Fiktion des Fremden. Erkundung kultureller Grenzen in Literatur und Publizistik, Frankfurt/M. 1994. ISBN 3-596-12512-X
- Hrsg.: Franz Blei – Mittler der Literaturen, Hamburg 1997. ISBN 3-434-52002-3
- Das Gedächtnis der Kulturwissenschaften, Dresden/München 1998. ISBN 3-931828-20-4
- Mithrsg.: Ritualdynamik. Kulturübergreifende Studien zur Theorie und Geschichte rituellen Handelns, Heidelberg 2004. ISBN 3-935025-43-2
- Kulturwissenschaftliche Lektüren: Was heißt kulturelle Differenz?, FernUni Hagen 2004.
- Kulturelle Differenz und Verfolgung, FernUni Hagen 2004.
- Tintenauge und Schattenmund. Victor Hugos Zeichnungen (zus. mit Françoise Chomard ), Ostfildern (Hatje Cantz Verlag) 2008, ISBN 978-3-7757-2156-1
- Die Heidelberger Bücherverbrennung des Jahres 1933. Heidelberg 2011, ISBN 978-3-924566-43-2.
- Jose Rizals Kampf um Leben und Tod. Facetten einer kolonialismuskritischen Biografie, Heibooks, Heidelberg 2021, doi:10.11588/heibooks.839. 2., verbesserte Auflage 2025, ISBN 978-3-911056-10-6. (Open Access).
- Hero of the Nation and Citizen of the World. Tracing José Rizal, Essays and Miscellanea. Heibooks, Heidelberg 2025, ISBN 978-3-911056-50-2. (Open Access).

### Veröffentlichungen im Netz
- Rituale im Zwielicht / Ambiguous Rituals, Lectures & Miscellanea, 2014. (Online)
- Das Gedächtnis der Kulturwissenschaften, Dresden, München 1998. (Online)
- Gotthold Ephraim Lessing oder die Paradoxien der Selbsterkenntnis, München 1993. (Online)
- Die Erfindung des Gedächtnisses, Frankfurt am Main, 1991. (Online)
- Imperial culture and cultural imperialism – The case of India, In: GlobKult-Magazin, 25. Oktober 2007. (Online)
- Kinder- & Jugendrechte und die Vorteile gelebter Demokratie, Heidelberg 2015. (Online)
- Für eine Politik der Gastlichkeit. Eine Kritik ungastlicher Verhältnisse, ausgehend von Immanuel Kants Forderung nach einem allgemein gültigen „Hospitalitätsrecht“, In: Kulturrevolution, Zeitschrift für angewandte Diskurstheorie, 58 (2010), S. 71–79. (Online)
- Per una critica dell'antropocentrismo. Sulla leggibilità del corpo e su alcune premesse dell'analisi culturale, In: Iride, filosofia e discussione pubblica, 6 (1991), S. 40–70. (Online)
- Bürgerliche Prosa zwischen Restauration und Modernisierung. Zur Genese des literarischen Feldes im 19. Jahrhundert in Deutschland (Vorlesungsskript). (Online)
- Auschwitz ossia i limiti dell´illuminismo, In: Iride, filosofia e discussione pubblica, 2 (1989), S. 177–180. (Online)
- José Rizal – Tragic Critic of Colonialism. A very short report supplementing the history of Ethnology at the Berlin Humboldt Forum. (Online)